# Замосць (Вишковський повіт)
Замосць (пол. Zamość) — село в Польщі, у гміні Длуґосьодло Вишковського повіту Мазовецького воєводства.
Населення — 87 осіб (2011).
У 1975-1998 роках село належало до Остроленцького воєводства.

## Демографія
Демографічна структура станом на 31 березня 2011 року:
|          | Загалом | Допрацездатний вік | Працездатний вік | Постпрацездатний вік |
| -------- | ------- | ------------------ | ---------------- | -------------------- |
| Чоловіки | 43      | 9                  | 24               | 10                   |
| Жінки    | 44      | 6                  | 26               | 12                   |
| Разом    | 87      | 15                 | 50               | 22                   |